# Esecuzione pubblica
| Recensione | Giudizio |
| ---------- | -------- |
| AllMusic   |          |

Esecuzione pubblica è il primo album dal vivo del cantautore italiano Caparezza, pubblicato il 19 giugno 2012 dalla Universal Music Group.

## Descrizione
Costituito da un CD e da un DVD, Esecuzione pubblica racchiude il concerto tenuto da Caparezza a Firenze l'11 aprile 2012.
Il DVD inoltre contiene tutti i videoclip estratti dall'album Il sogno eretico. L'uscita di Esecuzione pubblica è stata anticipata dal videoclip de La ghigliottina, pubblicato su YouTube il 15 giugno 2012.

## Tracce
Testi e musiche di Michele Salvemini, eccetto dove indicato.

### CD
1. La fine di Gaia – 4:42
2. House Credibility – 3:58
3. Jodellavitanonhocapitouncazzo – 3:56
4. Kevin Spacey – 3:40
5. Ti sorrido mentre affogo – 3:22
6. Legalize the Premier – 3:55 (Michele Salvemini, Alberto D'Ascola, Clifton Dillon)
7. Inno verdano – 3:47
8. Vengo dalla Luna – 4:33 (Michele Salvemini, Diego Perrone)
9. Cacca nello spazio – 4:15
10. Eroe – 3:56
11. Sono il tuo sogno eretico – 4:02
12. Vieni a ballare in Puglia – 3:26
13. Abiura di me – 4:21
14. Goodbye Malinconia – 6:08 (Michele Salvemini, Tony Hadley)
15. Il dito medio di Galileo – 4:26
16. Cose che non capisco – 3:48

### DVD
1. La fine di Gaia
2. Epocalisse
3. House Credibility
4. Jodellavitanonhocapitouncazzo
5. Kevin Spacey
6. La mia parte intollerante
7. Ti sorrido mentre affogo
8. Legalize the Premier (Michele Salvemini, Alberto D'Ascola, Clifton Dillon)
9. Inno Verdano
10. La ghigliottina
11. Vengo dalla Luna (Michele Salvemini, Diego Perrone)
12. Cacca nello spazio
13. Dagli all'untore
14. Eroe
15. Sono il tuo sogno eretico
16. Vieni a ballare in Puglia
17. Abiura di me
18. Goodbye Malinconia (Michele Salvemini, Tony Hadley)
19. Il dito medio di Galileo
20. Cose che non capisco
21. Nell'acqua (Michele Salvemini, Mario Riso)

Extra
1. Goodbye Malinconia (Video) (Michele Salvemini, Tony Hadley)
2. Ti sorrido mentre affogo (Video)
3. Chi se ne frega della musica (Video)
4. Legalize the Premier (Video) (Michele Salvemini, Alberto D'Ascola, Clifton Dillon)
5. La fine di Gaia (Video)
6. Sono il tuo sogno eretico (Video)
7. Kevin Spacey (Video)
8. Cose che non capisco (Video)
9. La ghigliottina (Video)

## Formazione
Musicisti
- Caparezza – voce
- Alfredo Ferrero – chitarra
- Rino Corrieri – batteria
- Giovanni Astorino – basso
- Gaetano Camporeale – tastiera
- Diego Perrone – voce

Produzione
- Cesare Frassantio – registrazione audio
- Roberto Tafuro – contenuti video
- Massimo "Maki" Lonero – contenuti video
- Antonio Porcelli – missaggio
- Michele Salvemini – missaggio

## Classifiche
| Classifica (2012) | Posizione massima |
| ----------------- | ----------------- |
| Italia            | 2                 |